# Киевка (Крым)
Ки́евка (до 1948 года Кады́р-Балы́; укр. Київка, крымскотат. Qadır Balı, Къадыр Балы) — исчезнувшее село в Сакском районе Республики Крым (согласно административно-территориальному делению Украины — Автономной Республики Крым), располагавшееся на северо-востоке района, в степной зоне Крыма, примерно в 1,5 км восточнее современного села Крайнее.

### Динамика численности населения
| - 1806 год — 59 чел. - 1864 год — 80 чел. - 1889 год — 304 чел. - 1892 год — 98 чел. | - 1900 год — 316 чел. - 1915 год — 17/42 чел. - 1926 год — 114 чел. |

## История
Первое документальное упоминание села встречается в Камеральном Описании Крыма… 1784 года, судя по которому, в последний период Крымского ханства Хадыр Бали входил в Каракуртский кадылык Бахчисарайского каймаканства. После присоединения Крыма к России (8) 19 апреля 1783 года, (8) 19 февраля 1784 года, именным указом Екатерины II сенату, на территории бывшего Крымского Ханства была образована Таврическая область и деревня была приписана к Евпаторийскому уезду. После Павловских реформ, с 1796 по 1802 год, входила в Акмечетский уезд Новороссийской губернии. По новому административному делению, после создания 8 (20) октября 1802 года Таврической губернии, Кадыр-Балы был включён в состав Тулатской волости Евпаторийского уезда.
По Ведомости о волостях и селениях, в Евпаторийском уезде с показанием числа дворов и душ… от 19 апреля 1806 года в деревне Кадыр-бали числилось 8 дворов и 59 крымских татар. На военно-топографической карте генерал-майора Мухина 1817 года деревня Кедербали обозначена с 7 дворами. После реформы волостного деления 1829 года Кадыр-Балы, согласно «Ведомости о казённых волостях Таврической губернии 1829 года», отнесли к Темешской волости (переименованной из Тулатской). На карте 1836 года в деревне 10 дворов, а на карте 1842 года Кадырбали обозначен условным знаком «малая деревня» (это означает, что в нём насчитывалось менее 5 дворов).
В 1860-х годах, после земской реформы Александра II, деревню приписали к Абузларской волости. Согласно «Памятной книжке Таврической губернии за 1867 год», деревня Кадыр-Балы была покинута жителями в 1860—1864 годах — в результате эмиграции крымских татар, особенно массовой после Крымской войны 1853—1856 годов, в Турцию, а затем она была вновь заселена татарами. В «Списке населённых мест Таврической губернии по сведениям 1864 года», составленном по результатам VIII ревизии 1864 года, Кадыр-Балы — владельческая татарская деревня, с 11 дворами, 80 жителями и мечетью при колодцах. По обследованиям профессора А. Н. Козловского 1867 года, вода в колодцах деревни была солоновато-горькая, а их глубина достигала 26—30 саженей (55—63 м). На трёхверстовой карте Шуберта 1865—1876 годов в деревне Кадыр-Бали показаны 16 дворов. В «Памятной книге Таврической губернии 1889 года», включившей результаты Х ревизии 1887 года, в деревне Кадыр-Балы числилось 58 дворов и 304 жителя. На верстовой карте 1890 года в деревне обозначено 64 двора с русско-немецко-татарским населением. Согласно «…Памятной книжке Таврической губернии на 1892 год», в деревне Кадыр-Балы, входившей в Биюк-Токсабинский участок, было 98 жителей в 13 домохозяйствах.
Земская реформа 1890-х годов в Евпаторийском уезде прошла после 1892 года; в результате деревню приписали к Камбарской волости. По «…Памятной книжке Таврической губернии на 1900 год» в деревне числилось 316 жителей в 54 дворах. По Статистическому справочнику Таврической губернии. Ч.II-я. Статистический очерк, выпуск пятый Евпаторийский уезд, 1915 год, в деревне Кадыр-Балы (она же Ново-Сергеевка) Камбарской волости Евпаторийского уезда числилось 13 дворов (все дворы с землёй) с русским населением в количестве 17 человек приписных жителей и 42 — «посторонних», из которых 31 мужчина и 28 женщин. Жители владели 975 десятинами удобной земли. В хозяйствах имелось 61 лошадь, 34 вола, 36 коров и 215 голов мелкого скота.
После установления в Крыму Советской власти, по постановлению Крымревкома от 8 января 1921 года была упразднена волостная система, и село включили в состав вновь созданного Сарабузского района Симферопольского уезда, а в 1922 году уезды получили название округов. 11 октября 1923 года, согласно постановлению ВЦИК, в административное деление Крымской АССР были внесены изменения, в результате которых был ликвидирован Сарабузский и образован Симферопольский район; село включили в его состав. Согласно Списку населённых пунктов Крымской АССР по Всесоюзной переписи 17 декабря 1926 года, в селе Кадыр-Балы, в составе упразднённого к 1940 году Ново-Михайловского сельсовета Симферопольского района, числилось 24 двора, из них 22 крестьянские, население составляло 114 человек, из них 105 украинцев и 9 русских. Постановлением Президиума КрымЦИК от 26 января 1935 года «Об образовании новой административной территориальной сети Крымской АССР» был создан Сакский район, в состав которого и включили село.
В 1944 году, после освобождения Крыма от фашистов, 12 августа 1944 года было принято постановление № ГОКО-6372с «О переселении колхозников в районы Крыма», по которому в район из Курской и Тамбовской областей РСФСР в район переселялись 8100 колхозников, а в начале 1950-х годов последовала вторая волна переселенцев из различных областей Украины. С 25 июня 1946 года Кадыр-Балы в составе Крымской области РСФСР. В 1952 году был образован Крайненский сельсовет. Указом Президиума Верховного Совета РСФСР от 18 мая 1948 года Кадыр-Балы переименовали в Киевку. 26 апреля 1954 года Крымская область была передана из состава РСФСР в состав УССР. Время включения в состав Крайненского сельсовета пока не установлено: на 15 июня 1960 года село уже числилось в его составе. Ликвидировано в период с 1968 год, когда Киевка ещё числилась в составе Крайненского сельсовета по 1977 год, когда село в списках уже не значилось.